# Avukana
Avukana és una ciutat i un temple de Sri Lanka, prop de Dambulla, a la província d'Anuradhapura.

## Estàtua d'Avukana
El temple d'Avukana, construït durant el regnat de Dathusena, el segle v, conté l'estàtua de Buda més gran del país. L'estàtua d'Avukana és una estàtua del Buda dempeus a prop de Kekirawa, al centre nord de Sri Lanka. L'estàtua, que té una alçada de més de 14 m, representa el Buda amb la mà aixecada per tranquil·litzar, una variació de l'⁣Abhaya mudra. L'estàtua d'Avukana és un dels millors exemples d'estàtua dempeus construïda a Sri Lanka. Ara és una atracció turística popular.
L'estàtua d'Avukana es troba al poble d'Avukana (també escrit Aukana) prop de Kekirawa. La seva figura està situada en un lleuger buit i mira cap a l'est, mirant cap a l'embassament de Kala Wewa. Va ser tallada en una gran roca de granit, però no està completament separada. S'ha deixat una estreta franja de roca a la part posterior de l'estàtua, connectant-la amb la roca per sostenir-la. La paret de roca darrere de la imatge està esculpida com una maçoneria ciclòpia, per donar l'aspecte d'una muntanya. El pedestal on es troba el Buda pren la forma d'una flor de lotus. Només l'estàtua fa 11,84 m d'alçada, i amb el pedestal, l'alçada total de l'estàtua d'Avukana arriba als 14 m.
L'estàtua es va situar dins d'una gran casa d'imatges o santuari, de la qual queden parts dels murs inferiors. L'estructura tenia un fonament de pedra amb les parts superiors fetes de maó. Tenia 23 m de llarg i 19 m d'ample.